# Didelphini
Los didelfinos (Didelphini) son una tribu taxonómica de marsupiales didelfimorfos de la  familia Didelphidae. Engloba seis géneros, dos de ellos extintos, entre los que se encuentran 16 especies vivas.

## Géneros
- Género Chironectes Illiger, 1811 - yapok
- Género Didelphis Linnaeus, 1758 - zarigüeyas mayores
- Género Hyperdidelphys † Ameghino, 1904
- Género Lutreolina Thomas, 1910 - zarigüeya coligruesa
- Género Philander Brisson, 1762 - filandros grises y negro
- Género Thylophorops † Reig, 1952